# Попов, Александр Петрович (хирург)
Александр Петрович Попов (1816—1885) — действительный статский советник, медик, профессор хирургии в Московском университете.

## Биография
Учился в частном пансионе Грегориуса, в 1831 году перешёл в Московское отделение Медико-Хирургической академии и в 1835 году отлично окончил курс, причём одновременно получил два звания: лекаря 1 отделения и ветеринарного лекаря 1 отделения и был награждён серебряной медалью. 
После этого Попов поступил в Екатерининскую больницу сверхштатным ординатором и посвятил себя изучению хирургии. В это время Екатерининская больница состояла из клиник Академии; заведовал ею известный хирург профессор Андрей Иванович Поль, под руководством которого А. П. Попов быстро приобрёл значительный опыт в хирургии. Вскоре после окончания курса он приступил к подготовке к экзаменам на степень медико-хирурга, и в 1836 году получил эту степень.
5 декабря 1837 года он был определён в Екатерининскую больницу штатным ординатором, а 10 декабря занял, кроме того, должность репетитора хирургической клиники. 
Усердным изучением оперативной хирургии и многочисленными операциями Александр Петрович Попов обратил на себя особое внимание академической конференции и президента Академии А. А. Рихтера, и ему предложили отправиться в заграничную командировку для усовершенствования, с тем, чтобы, по возвращении в Россию, он занял профессорскую кафедру в одном из русских университетов; но жизненные обстоятельства помешали ему воспользоваться этой командировкой. 
В 1844 году Попов был определён врачом в Московскую комиссариатскую комиссию. 
В 1845 году Московская академия была закрыта, а в 1846 году её клиники присоединены к университетским. При этом Попов был определён и. д. адъюнкта в хирургическое отделение госпитальной клиники; кроме того, в сентябре 1847 года его избрали на должность секретаря совета медицинского факультета Московского университета. 
В 1848 году он был уволен из Комиссариатской комиссии и занял должность старшего ординатора Екатерининской больницы и инспектора фельдшерской школы, состоявшей при этой больнице. Постоянно находясь при А. И. Поле, он был его главным помощником, принимал деятельное участие во всех его операциях и, кроме того, преподавал студентам оперативную хирургию, руководя их в производстве операций на трупах и на живых людях. Профессор Поль ценил Попова очень высоко и говорил в своей автобиографии, что П. развил в себе «замечательный талант отличного оператора, талант, вполне оцененный уже ученым сословием врачей и публикой»; эти слова относились к 1854 году. Попов пошёл по стопам Поля и наследовал от него профессорскую кафедру и больницу. 
В 1854 году он представил диссертацию о лечении сужений мочеиспускательного канала и получил от Московского университета степень доктора медицины и хирургии, а затем был утверждён в должности адъюнкта госпитальной хирургической клиники университета. 
В 1859 году Совет Московского университета избрал статского советника А. П. Попова на должность экстраординарного профессора по кафедре хирургической клиники; 3 сентября того же года он был утверждён в этой должности и тогда же определён старшим врачом Екатерининской больницы. Одним из его ассистентов в это время был Ф. Е. Гааг.
В 1862 году окончился двадцатипятилетний срок его службы, но он оставлен был в университете ещё на пять лет. 
В 1865 году Попов был командирован за границу для изучения ведущих клиник; но, по-видимому, его мало интересовала Западная Европа, так как и на этот раз он командировкой не воспользовался. 
В 1865 году он был произведён в действительные статские советники, а весной 1866 года назначен медицинским инспектором больниц гражданского ведомства в Москве.
В 1867 году Попов стал членом Попечительного Совета заведений общественного призрения в Москве, с оставлением в занимаемых им должностях. В том же году он был оставлен на службе при университете ещё на пять лет, но уже 24 ноября того же года был уволен по состоянию здоровья с должности медицинского инспектора больниц гражданского ведомства, а 5 апреля 1868 года по той-же причине оставил должность в Попечительном совете. Выйдя в отставку в 1868 году, Попов уже не занимался научной деятельностью.
Александр Петрович Попов умер 1 января 1886 года в родном городе.

## Избранная библиография
- «Elephantiasis labiorum maiorum et clitoridis»;
- «Мясокостная опухоль скуловой верхнечелюстной кости, заслонявшая глаз; операция»;
- «De urethrae stricturarum cura in genere atque de methodo Symeiana in specie» (диссертация); Москва. 1854 г., 78 стр.;
- «Биограф. словарь профессоров и преподавателей Московского Университета», часть II, М. 1855 г.;
- «О результатах оспопрививания при сифилисе».